# 女バトルコップ
『女バトルコップ』（英字表記：LADY BATTLE COP）は、1990年に東映ビデオより発売されたオリジナルビデオ作品（実写特撮、SF、アクション、バイオレンス）。監督は岡本明久、主演は中村あずさ。収録時間は81分。

## 概要
東映ビデオによるアクション・バイオレンス系の実写オリジナルビデオシリーズ「東映Vシネマ」の1作として制作された、SFアクション作品。1988年に日本公開されたアメリカ映画『ロボコップ』を原典として製作された。
物語の舞台は（撮影当時から見て）近未来の日本の首都「ネオTOKYO」。マフィアをも制圧した強大な国際犯罪組織「カルテル」に恋人・小泉直也と共に襲撃されて瀕死の重傷を負った女性・御子柴かおるがサイボーグ警官「バトルコップ」として甦り、「カルテル」と対決する物語を描く。
撮影当時、テレビ朝日のメタルヒーローシリーズ枠で放送されていた『機動刑事ジバン』と同じく、サイボーグの主人公による悪の殲滅を題材にした作品であり、同作品と同じスタッフが多く参加している。サード助監督を務めていた竹田誠によれば、『ジバン』には『ロボコップ』のような潤沢な予算を投入できず、出来にスタッフが満足していなかったことからも、本作品では高年齢層向けにハードなアクションシーンやセクシーシーンを描けるVシネマを選んだほか、実在していたBARを貸し切って白いスーツ姿の男性たちを撮影したシーンでは、そのままアクションシーンに移行することからも、ジャパンアクションクラブ（JAC, 現：ジャパンアクションエンタープライズ〈JAE〉）の面々が顔出しで演じていたという。また、後のシーンではかおるが性的暴行に遭っている姿も撮影されたが、R指定の関係から編集でカットされてしまったという。
ラストでは「彼女の戦いは始まったばかり」というテロップが表示されているが、続編は制作されていない。
2013年3月14日には、ニコニコ生放送『将棋電王戦記念』に併せて放送された「人類vsコンピュータ特集」の映画の1つとして、本作品が生放送形式で配信された。同年6月12日からはニコニコチャンネルの『東映ニコニコしあたー』にて、有料配信が開始されている。
2014年10月には、東映チャンネルとファミリー劇場による共同企画「東映Vシネマ25周年記念特集」の一環として、同局でテレビ放映された。また、同時期には東映ビデオよりDVD化されている。
2021年2月25日には、服部昇大の漫画『邦画プレゼン女子高生 邦キチ! 映子さん』単行本第5巻で描き下ろしとして本作品が取り上げられている。

## あらすじ
世界的な実力派テニスプレイヤー・御子柴かおるは、対犯罪用サイボーグの研究者・小泉直也と婚約を交わし、結婚式を挙げるはずだった。しかし、直也の研究を敵視した国際犯罪組織カルテルは、配下のチームファントムに研究所を襲撃させる。その場にいた直也とかおるは瀕死の重傷を負い、研究所も全滅する。
辛うじてたどり着いた地下研究室で、かおるは自らをドナーとしてサイボーグへの改造手術を直也に願い出る。その結果、手術は成功するが、直也は帰らぬ人となる。こうして、黒と銀に彩られたメタルスーツに身を固めてバトルコップと化したかおるは、直也を奪われた怒りを胸に、カルテルを倒すべく立ち上がる。

## スタッフ
- 製作：東映ビデオ、東北新社、セガ・エンタープライゼス
- 監督：岡本明久
- 企画：吉川進、吉田達
- プロデューサー：堀長文
- 脚本：宮下隼一
- 音楽：川村栄二
- 撮影：堀美臣
- 照明：磯山忠雄
- 美術：安井丸男
- 録音：林鑛一
- 整音：太田克己
- 編集：阿部嘉之
- 選曲：金成謙二
- 効果：原田千昭
- 助監督：前嶋守男
- 記録：高津省子
- 操演：國米修市
- アクション監督：金田治（JAC）
- 特撮監督：矢島信男（特撮研究所）
  - 操演：鈴木昶、尾上克郎
  - 撮影：高橋政千
  - 美術：佛田洋
- ビジュアル・スーパー・バイザー、キャラクター・デザイン：雨宮慶太
  - 女バトルコップの背面デザインほか：篠原保（クレジット無し）[1]
- 特殊メイク：アートメイク・トキ、浦野克人
- キャラクター造型：前澤範
- 合成：映画工房、マリンポスト
- カースタント：タケシレーシング
- 現像：東映化学
- プロデューサー補：葛西おと
- 協力：戸井田工業、NEW MGC、スズキ、ヨネックス
- 製作協力：東映東京撮影所

## キャスト
- 御子柴かおる：中村あずさ
- 西条正：山下規介
- 小泉直也：北詰友樹
- アマデウス：松田優
- 城戸巌：西沢利明
- ヘンリー・大場：佐野史郎
- 石橋雅史
- 真理アンヌ
- デリック・ホームズ
- 井上清和
- 左右田一平
- 石川武
- キラー・カーン
- 小沢一義
- 植田芳暁
- 吉川理恵子
- 吉田淳
- 町田政則
- 羽田圭子
- 五野上力
- 的場耕二
- 今井靖彦
- 坂本隆
- 高岩成二

## バトルコップ
チームファントムによって瀕死の重傷を負ったかおるが、同じく瀕死となった直也に願い出て改造手術を受け、サイボーグと化した姿。
本作品の原典『ロボコップ』に登場するロボコップ（アレックス・マーフィー）と同様の経緯を経て全身が武装化されているうえ、黒と銀に彩られたメタルスーツのデザインも、かおるが女性ゆえの胸部の膨らみや全身が丸みを帯びていることのほか、踵がハイヒールのようになっていることを除けば似ているが、口元は常に開放されているロボコップと異なり、状況に応じて開閉できるようになっている。武装は専用の自動式拳銃のほか、腕部に内蔵された小型ミサイル（発射時には反動を抑えるため、踵からアンカーが地面に撃ち込まれる）、左耳介部に装着されたイヤリング（伸縮可能かつ強靭なワイヤー入り）など。
- メタルスーツのデザインは雨宮慶太によるものである[1]が、彼が担当したのは正面画のみであり、背面画やそれ以外のキャラクターデザインは、雨宮が主催するクラウドに在籍していた篠原保が担当した[1]。
- スーツはアクション用とアップ用が1着ずつ作られた[11]が、アップ用は中村とスーツアクターの関誉枝恵が兼用しており、中村がマスクを着用することはなかったという[12]。そのため、かおるがスーツを装着していくシーンはマスクを持ち上げるカットまでを中村が演じ、マスクを被るカットからを関が演じていた。また、バイクシーンや全身が叩きつけられるような激しいアクションシーンなどは、関ではなく男性のスーツアクターが担当していた。

## 音楽
オープニングテーマ「NO NO GIVE-UP」
作詞 - 松本一起 / 作曲 - 鈴木キサブロー / 編曲 - 川村栄二 / 唄 - ポプラ
エンディングテーマ「believe my life〜わたしは私」
作詞 - 松本一起 / 作曲 - 渡辺宙明 / 編曲 - 有澤孝紀 / 唄 - ポプラ
シングルなどの商品は、すべてコロムビアレコードから発売された。上記の2曲と川村栄二によるBGMを収録したオリジナルサウンドトラックCDは1990年11月21日の発売を経て、2015年1月21日に廉価版が発売されている。

## 映像商品
すべて発売元：東映（株）、東映ビデオ（株）。
ビデオソフト
1990年11月9日、「東映Vシネマ」シリーズの1作としてVHSビデオソフトが発売された。品番：VRTM 01079、JANコード：4988101028443。
レーザーディスク
1992年10月25日、レーザーディスク版が発売された。品番：LSTD-1038。
DVDソフト
2014年10月10日、「東映Vシネマ」25周年記念としてリリースされるVシネマ傑作選“25th Anniversary 東映Vシネ伝説（レジェンド）”の1作として発売された。